# Rassa träsk
Rassa träsk är en sjö i Nynäshamns kommun i Södermanland och ingår i Tyresån-Trosaåns kustområde. Rassa träsk ligger i Käringboda Natura 2000-område.